# Aranyalbum 1973–1983
Az Aranyalbum 1973–1983 a Skorpió együttes 1983-ban megjelent válogatásalbuma. A Kelj fel! című nagylemezről csak egyetlen dal került fel a válogatásra.

## Dalok
A oldal:
1. A rohanás
2. Vezess át az éjszakán
3. Kelj fel jóember
4. Miért kell elfelednem
5. De jó lenne haver (ha leszállnál a csajomról)

B oldal:
1. A rágógumi
2. Így szólt hozzám a dédapám
3. Rongylábkirály
4. Ágnes
5. Jó lenne, ha szeretnél
6. A folyóparton ülve